# Bernhard Scholz
Pour les articles homonymes, voir Scholz.
Bernhard Ernst Scholz (né le 30 mars 1835 à Mayence et mort le 26 décembre 1916 à Munich) est un chef d'orchestre, compositeur et professeur de musique allemand.

## Biographie
Bernhard Scholz doit initialement reprendre l'entreprise de son père Christian Scholz (de) (imprimeur lithographe et éditeur Jos. Scholz) et apprend le métier d'imprimeur auprès d'Imp. Lemercier à Paris. Il est l'élève d'Ernst Pauer (piano) à Mayence et de 1855 à 1856 de Siegfried Dehn (contrepoint) à Berlin. Il étudie également le chant pendant un an avec le célèbre professeur de chant Antonio Sangiovanni à Milan. Il enseigne le contrepoint au Conservatoire de Munich en 1856 et est maître de chapelle de théâtre à Zurich en 1857, à Nuremberg en 1858 et à Hanovre en 1859-1865. Entre 1865 et 1866, il est directeur de la Società Cherubini de Florence, enseigne également au Conservatoire Stern et au Conservatoire Kullak (de). De 1871 à 1883, il dirige la société de l'orchestre de Breslau. En 1883, il est nommé directeur du Conservatoire Hoch de Francfort-sur-le-Main (jusqu'en 1908).

## Famille
Bernhard Scholz se marie le 1er septembre 1858 à Mayence Maria Luise Seyler (née le 28 juin 1834 à Mayence et mort le 30 avril 1904 à Francfort-sur-le-Main). Elle est une fille du notaire Wilhelm Seyler (né le 16 décembre 1793 à Mayence et mort le 15 octobre 1870 dans la même ville) de son second mariage avec Regina Josepha Theyer (née le 5 juin 1807 à Alzey et morte le 24 décembre 1864 à Mayence).
Le couple a plusieurs enfants, dont le peintre paysagiste Richard Scholz (de).

## Œuvres

### Opéras
- Carlo Rosa, 1858 à Munich
- Ziethen'sche Husaren, 1869 à Breslau
- Morgiane, 1870 à Munich
- Golo, 1875 à Nuremberg, 27. September 1875 à Francfort-sur-le-Main, Wiederaufführung am 1. November 1891 à Francfort-sur-le-Main
- Der Trompeter von Säkkingen, 1877 à Wiesbaden
- Die vornehmen Wirte, 1883 à Leipzig
- Ingo, 1898 à Francfort-sur-le-Main
- Anno 1757, 1903 à Berlin
- Mirandolina, 1907 à Darmstadt

### Œuvres orchestrales
- Sinfonie Nr. 1 B-Dur op. 60
- Sinfonie Nr. 2 a-Moll op. 80
- Capriccio a-Moll für Klavier und Orchester op. 35
- Klavierkonzert H-Dur op. 57 (1883 im Druck erschienen)

### Musique de chambre
- Streichquartett Nr. 1 G-Dur op. 46
- Streichquintett e-Moll op. 47
- Klavierquartett f-Moll, op. 79
- 2 trios avec piano
- 3 sonates pour violon
- 5 sonates pour violoncelle
- musique de piano
- Chansons

## Publications
- Lehre vom Kontrapunkt und der Nachahmung, 1897
- Wohin treiben wir?, 1897
- Musikalisches und Persönliches, 1899
- Verklungene Weisen, 1911
- Siegfried Dehn: Lehre vom Kontrapunkt, dem Kanon und der Fuge (Hrsg. Bernhard Scholz). 1859, 2. Auflage 1883